# レッジョーロ
レッジョーロ（伊: Reggiolo）は、イタリア共和国エミリア＝ロマーニャ州レッジョ・エミリア県にある、人口約9,200人の基礎自治体（コムーネ）。

## 地理

### 位置・広がり

#### 隣接コムーネ
隣接するコムーネは以下の通り。括弧内のMNはマントヴァ県所属を示す。
- カンパニョーラ・エミーリア
- ファッブリコ
- ゴンザーガ (MN)
- グアスタッラ
- ルッザーラ
- モーリア (MN)
- ノヴェッラーラ
- ローロ

### 気候分類・地震分類
レッジョーロにおけるイタリアの気候分類 (it) および度日は、zona E, 2431 GGである。
また、イタリアの地震リスク階級 (it) では、zona 3 (sismicità bassa) に分類される。

## 人物

### 著名な出身者
- カルロ・アンチェロッティ - サッカー選手・指導者

## 姉妹都市
- ニアルド、イタリア 2012年
- ティファリティ、西サハラ 2014年